# Elezioni politiche suppletive in Italia del 2023
Le elezioni politiche suppletive italiane del 2023 sono le elezioni tenute in Italia nel corso dell'anno 2023 per eleggere deputati o senatori dei collegi uninominali rimasti vacanti.

## Senato della Repubblica

### Collegio Lombardia - 06

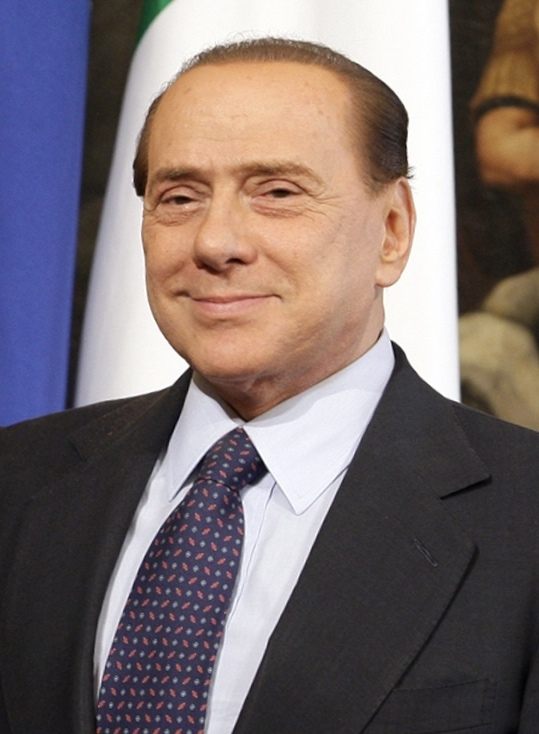
Il senatore Silvio Berlusconi, deceduto il 12 giugno 2023.

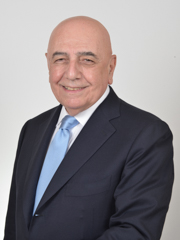
Il senatore Adriano Galliani, eletto il 23 ottobre 2023.

Le elezioni politiche suppletive nel collegio uninominale Lombardia - 06 si sono tenute il 22 e 23 ottobre 2023 per eleggere un senatore per il seggio lasciato vacante da Silvio Berlusconi (FI), deceduto il 12 giugno 2023.
Il collegio elettorale è formato dal territorio dell'intera provincia di Monza e della Brianza (55 comuni).
| Partito                            | Partito                                                | Candidato                          | Risultati 22-23 ottobre 2023 | Risultati 22-23 ottobre 2023 |
| Partito                            | Partito                                                | Candidato                          | Voti                         | %                            |
| ---------------------------------- | ------------------------------------------------------ | ---------------------------------- | ---------------------------- | ---------------------------- |
|                                    | Fratelli d'Italia - Forza Italia - Noi Moderati - Lega | Adriano Galliani                   | 67.801                       | 51,46                        |
|                                    | Con Cappato                                            | Marco Cappato                      | 52.079                       | 39,53                        |
|                                    | Sud con Nord                                           | Cateno De Luca                     | 2.313                        | 1,76                         |
|                                    | Unione Popolare                                        | Giovanna Capelli                   | 2.278                        | 1,73                         |
|                                    | Partito Comunista Italiano                             | Domenico Di Modugno                | 2.172                        | 1,65                         |
|                                    | Democrazia Sovrana Popolare                            | Daniele Giovanardi                 | 1.884                        | 1,43                         |
|                                    | Forza del Popolo                                       | Lillo Massimiliano Musso           | 1.661                        | 1,26                         |
|                                    | Democrazia e Sussidiarietà                             | Andrea Brenna                      | 1.566                        | 1,19                         |
|                                    |                                                        |                                    |                              |                              |
| Iscritti                           | Iscritti                                               | Iscritti                           | 702.008                      | 100,00                       |
| ↳ Votanti (% su iscritti)          | ↳ Votanti (% su iscritti)                              | ↳ Votanti (% su iscritti)          | 135.163                      | 19,25                        |
| ↳ Voti validi (% su votanti)       | ↳ Voti validi (% su votanti)                           | ↳ Voti validi (% su votanti)       | 131.754                      | 97,48                        |
| ↳ Schede non valide (% su votanti) | ↳ Schede non valide (% su votanti)                     | ↳ Schede non valide (% su votanti) | 3.409                        | 2,52                         |
| ↳ Astenuti (% su iscritti)         | ↳ Astenuti (% su iscritti)                             | ↳ Astenuti (% su iscritti)         | 566.845                      | 80,75                        |

## Riepilogo
| Data          | Camera                  | Circoscrizione | Collegio   | Partito | Partito | Parlamentare uscente | Partito | Partito | Parlamentare eletto |
| ------------- | ----------------------- | -------------- | ---------- | ------- | ------- | -------------------- | ------- | ------- | ------------------- |
| 22-23 ottobre | Senato della Repubblica | Lombardia      | 06 (Monza) |         | FI      | Silvio Berlusconi    |         | FI      | Adriano Galliani    |